# Papiro 20

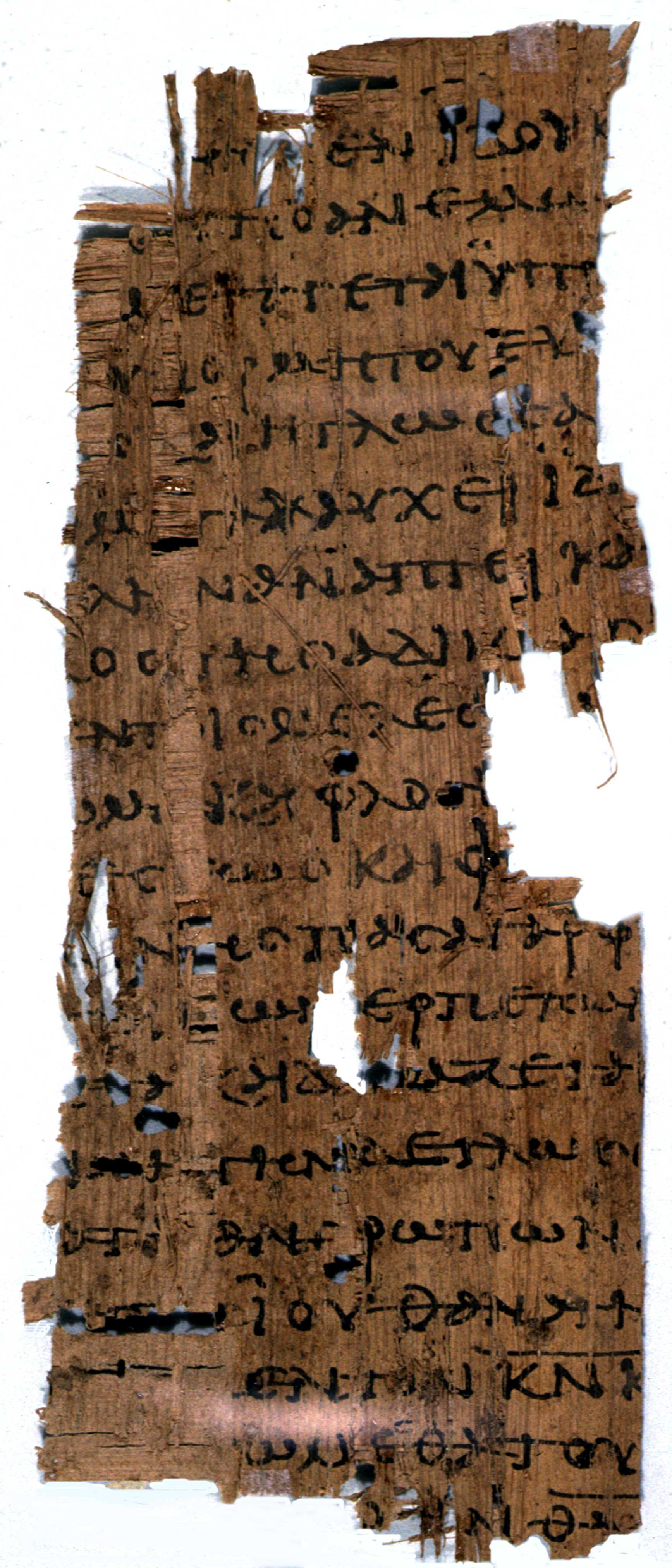
El ^{20}, también llamado P. Oxi. 1171

El Papiro 20 (en la numeración Gregory-Aland), designado como {\displaystyle {\mathfrak {P}}}20, es una copia del Nuevo Testamento en griego. Es un manuscrito en papiro de la Epístola de Santiago, pero solo contiene los Capítulos 2:19-3:9. El manuscrito ha sido asignado paleográficamente a principios del siglo III.

## Descripción
El tamaño original de las hojas era de 17 por 12 cm.
El texto está escrito claramente en letras semicursivas verticales. Se utilizan en su mayoría los Nombres Sagrados (nomina sacra), pero πατηρ/pater/padre y ανθρωπος/anthropos/hombre están escritos en su totalidad.
El texto griego de este códice es una representación del tipo textual alejandrino (en lugar de protoalejandrino). Aland lo ubicó en la Categoría I. Este manuscrito muestra la coincidencia más grande con el Códice Sinaítico y el Vaticano, pero no con los códices Efraemi, Regio y otros manuscritos alejandrinos posteriores.
Philip Comfort ha conjeturado que el escriba que escribió el {\displaystyle {\mathfrak {P}}}20 también fue el mismo que escribió el {\displaystyle {\mathfrak {P}}}27, porque las letras griegas α, β, δ, ε, λ, ι, μ, ν, ο, π, ρ, σ, ψ, υ, φ, ω están formadas idénticamente en ambos códices.
Actualmente se guarda en la Biblioteca Universitaria de Princeton (AM 4117) en Princeton.

## Lectura adicional
- B. P. Grenfell & A. S. Hunt, Oxyrhynchus Papyri IX, (Londres 1912), pp. 9-11.